# ماري وارنوك ، بارونة وارنوك

## النشأة والتعليم
ولدت هيلين ماري ويلسون في 14 أبريل 1924 في وينشستر ، إنجلترا،
هيلين ماري وارنوك، بارونة وارنوك، (ويلسون قبل الزواج⸵ 14 أبريل 1924 – 20 مارس 2019)، هي فيلسوفة إنجليزية في الأخلاقيات والتربية والعقل وكاتبة عن الوجودية. حصلت على وسام رفقاء الشرف ورتبة الإمبراطورية البريطانية وزمالة الأكاديمية البريطانية وزمالة أكاديمية العلوم الطبية. ترأست لجنة التحقيق التي شكل تقريرها أسس قانون الإخصاب البشري وعلم الأجنة لعام 1990. عملت رئيسةً لكلية غيرتون، كامبريدج منذ عام 1984 وحتى 1991.

## حياتها المبكرة وتعليمها
وُلدت هيلين ماري ويلسون في 14 أبريل 1924 في ونشستر، إنجلترا. وكانت الأصغر بين سبعة أطفال. والدتها إيثيل، ابنة المصرفي والخبير المالي الناجح فيلكس شوستر. كان والدها الأرشيبالد إدوارد ويلسون (1875-1923) رئيس مسكن الطلاب ومدرسًا للألمانية في كلية ونشستر وتوفي قبل ولادتها. ولم تتزوج والدتها مرة أخرى.
نشأت وارنوك على يد والدتها بمساعدة مربية. ولم تعرف أخاها الأكبر مالكوم قط (1907-1969)، والذي أُصيب بالتوحد وحظي بالعناية في دار للرعاية، وأمضى آخر أيامه في مستشفى دورسيت. توفي أخٌ آخر لها وهي في سن مبكرة جدًا، دنكن ويلسون (1911-1983)، وهو دبلوماسي بريطاني أصبح سفيرًا للاتحاد السوفييتي قبل توليه لمنصب رئيس كلية كوربوس كريستي. انتقلت عائلة وارنوك إلى منزل كيلسو وهي بعمر سبعة أشهر، وهو منزل من العصر الفيكتوري مكون من ثلاثة طوابق، وأصبح حاليًا مركز الموسيقى في كلية بيتر سيمونز. تولت المربية رعايتها هي وأختها ستيفانا بشكل أساسي. وتلقت تعليمها كتلميذ مقيم في مدرسة سانت سويثون في ونشتر، ومن ثم في مدرسة بريور فيلد في بلدة غلدفورد في مقاطعة سري.
قالت وارنوك بأنها شعرت بالحرج من والدتها عندما كانت طفلة، بسبب مظهرها المختلف عن معظم الأشخاص، وغالبًا ما كانت ترتدي ملابسًا فضفاضة وطويلة ذات لون أحمر داكن، وتسير بأقدام ملتوية. وعندما بلغت وارنوك الخامسة عشرة من عمرها، بدأت بالاعتزاز باختلاف واستقلالية تفكير والدتها.
وفرت الثروة التي ورثتها عائلة وارنوك تعليمًا متميزًا لها⸵ في عام 1942، بدأت بدراسة أدب الإغريق والرومان في كلية ليدي مارغريت هول في أكسفورد. انقطعت عن الدراسة خلال الحرب وعملت آنذاك بالتدريس في مدرسة شيربورن للبنات في دورسيت لمدة عامين. وعادت إلى أكسفورد وتخرجت في عام 1948.

## مسيرتها المهنية

### الفلسفة
منذ عام 1949 وحتى 1966، عملت وارنوك عضوًا ومدرسًا في قسم الفلسفة في كلية سانت هغز في أكسفورد إلى جانب لزوجها جوفري وارنوك، وعملت بعد ذلك عضوًا في كلية المجدلية، اشتملت دائرتها على الفلاسفة مثل أشعيا برلين وستيوارت همبشاير وديفد بيرز وبيتر ستروسون. والمؤلفين مثل كينغسلي أميس وديفد سيسيل. اشتركت في النقاشات الإذاعية حول بث الفلسفة ضمن البرنامج الثالث. ودُعيت لتكتب حول الأخلاقيات المعاصرة لسلسلة نشرتها صحافة جامعة أكسفورد. الأمر الذي قادها لدراسة سارتر والوجودية، ونشرت عقب ذلك ثلاثة كتب بين عامي 1963 و1970.
كانت زميلة تالبوت في البحث في كلية ليدي مارغريت هول من عام 1972 إلى 1976. ونشرت كتابًا بعنوان الخيال في عام 1976. ومنذ عام 1976 وحتى عام 1984 كانت زميل بحث أقدم في كلية سانت هغز، ومُنحت درجة الزمالة الفخرية للكلية في عام 1985. عملت رئيسًا لكلية غيرتون، كامبردج في الفترة 1984-1991. تقاعدت في عام 1992، لكنها واصلت عملها في اللجان الشعبية وكتابة الكتب وتحريرها، ومن ضمن تلك الكتب كتاب استخدام الفلسفة (1992) والخيال والوقت (1994) ودليل الشخص الفطن إلى الأخلاقيات (1998). ألقت محاضرات غيفورد بعنوان «بالخيال والفهم،» في جامعة غلاسكو عام 1992. في عام 2000، وكانت أستاذًا زائرًا في قسم البلاغة بكلية غريشام، لندن.
كتبت وارنوك حول الأخلاقيات والوجودية وفلسفة العقل على نطاق واسع.

### التعليم
في أوائل ستينيات القرن العشرين، وبينما كانت لا تزال تعمل في التدريس في كلية سانت هغز، تولت وارنوك منصبًا في سلطة التعليم المحلية في أكسفوردشير. وفي الفترة من 1966 إلى 1972، كانت مديرة مدرسة أكسفورد الثانوية للبنات، وتخلت عن منصبها عندما عُين زوجها مسؤولًا عن كلية هيرتفورد في أكسفورد. وفي أواخر السبعينيات، نشرت ثلاثة كتب حول موضوع التعليم. وفي فترة الثمانينيات والتسعينيات، كتبت عمودًا في مجلة ملحق التايمز التعليمي، بالإضافة إلى كتيب «الجامعات: معرفة عقولنا»، وألقت محاضرات ريتشارد دمبلبي في عام 1985 عن موضوع «المعلم، علم نفسك»

### البث الإذاعي
كانت وارنوك عضوًا في هيئة الإذاعة المستقلة في الفترة 1972-1983، ورشحت لاستلام منصب رئيس مجلس أمناء بي بي سي.

### السياسات العامة
بسبب خلفيتها كتربوية، عُينت وارنوك في عام 1974 رئيسًا للجنة تحقيق حول التعليم الخاص في المملكة المتحدة. نُشر تقريرها في عام 1978، وأحدث تغييرًا جذريًا في المجال، عبر وضع ركائز تعليم الطلاب المعاقين في مدارس التعليم الاعتيادية وتقديم نظام من «التعليم الخاص» للأطفال ليكتسبوا أهلية الدعم التربوي الخاص. عبرت وارنوك لاحقًا عن عدم رضاها بالنظام الذي ساعدت في تأسيسه، واصفةً إياه بأنه «رهيب» بسبب كلفة إدارته وميله لرفض دعم الأطفال الأقل حظًا. وأوصت بإنشاء لجنة تحقيق جديدة.
اشتركت في لجنة ملكية عن التلوث البيئي في الفترة 1979-1984. وفي الفترة 1982-1984، ترأست لجنة تحقيق في الإخصاب البشري وعلم الأجنة. كان تقريرها الذي يخص هذا التحقيق سببًا لظهور قانون الإخصاب البشري وعلم الأجنة لعام 1990، والذي ينظم وسائل علاج الخصوبة البشرية والتجارب التي تستخدم الأجنة البشرية. تمثل تأثيره بطلب ترخيص للعمليات كالتلقيح في المختبر وحظر الأبحاث التي تستخدم الأجنة البشرية التي يزيد عمرها عن 14 يومًا. ذكرت للسيدة سوزان ليذر، الرئيسة السابقة لمجلس هيئة الإخصاب البشري وعلم الأجنة «قد يتمثل أعظم إنجاز للجان وارنوك هو تمكنها من الحصول على إجماع أخلاقي فهمه الناس وشاركوه أيضًا.
من عام 1984 إلى 1989، ترأست وارنوك لجنة وزارة الداخلية حول تجارب الحيوانات⸵ كانت عضوًا في جهاز استشاري تابع للحكومة بما يتعلق بالاختلاس منذ عام 1998. في عام 2008، سببت آراء وارنوك المؤيدة للموت الرحيم جدلًا واسعًا، وخاصة برأيها حول السماح للأشخاص المصابين بالخرف باختيار الموت إذا شعروا بأنهم «عبء على عوائلهم أو الدولة». وبعمر التسعين، شاركت وارنوك بحماس في لمحة عامة عن حياتها كما وثقتها محفوظات بي بي سي الصوتية (12 يوليو 2014).

## التعيينات الخيرية
كانت وارنوك رئيسة منظمة الكتب السمعية، وهي منظمة خيرية توفر الكتب الصوتية للأشخاص الذين يعانون أثناء القراءة بسبب المرض أو العجز أو صعوبات التعلم أو مشاكل الصحة العقلية. وكانت مناصرةً لمشروع الزنبقة، وهي منظمة خيرية تدعم تدريس أدب الإغريق والرومان.

## التعيينات والتكريمات
في تكريمات 1948 للعام الجديد، عُينت سيدة برتبة الإمبراطورية البريطانية. ومنحت مُسمى لورد في 6 فبراير 1985، واتخذت لقب وارنوك، بارونة ويك، في مدينة ونشستر. وحصلت على وسام رفقاء الشرف في تكريمات 2017 للعام الجديد لخدمتها في العمل الخيري ومجال الأطفال ذوي احتياجات التعليم الخاصة.
اختيرت وارنوك لتصبح زميلًا فخريًا للأكاديمية البريطانية في عام 2000 وزميلًا فخريًا لأكاديمية العلوم الطبية في عام 2011. ومُنحت درجة الدكتوراه الفخرية في الآداب من جامعة باث في عام 1987. ومُنحت الزمالة الفخرية لكلية ليدي مارغريت هول في أكسفورد في عام 1984، وكلية هيرتفورد في أكسفورد 1997.
في عام 2018، لقبت في ملحق التايمز التعليمي كواحدة من أكثر عشرة شخصيات مؤثرة في مجال التعليم، شهادةً على عملها في مجال الاحتياجات التعليمية الخاصة.

## حياتها الشخصية
تزوجت وارنوك من جوفري وارنوك، نائب رئيس جامعة اكسفورد لاحقًا في عام 1949. ورُزقا بولدين وثلاث بنات⸵ توفي زوجها في عام 1995. وبعمر يناهز 94 عامًا، توفيت في 20 مارس 2019.
وُصفت غالبُا بأنها «الملحدة الأنغليكانية».

## أعمالها

### كرئيسة للجان تحقيق
- تقرير وارنوك (1978): احتياجات التعليم الخاص. لندن: مكتب معلومات القطاع العام (تقرير لجنة التحقيق في تعليم الأطفال ذوي الإعاقة والشباب).
- تقرير وارنوك (1984): تقرير لجنة التحقيق في الإخصاب البشري وعلم الأجنة. لندن: مكتب معلومات القطاع العام.
- وارنوك، ماري (1978). تلبية احتياجات التعليم الخاص: دليل السيدة ماري وارنوك المختصر لتقرير لجنة التحقيق في تقرير لجنة التحقيق في تعليم الأطفال ذوي الإعاقة والشباب. لندن: مكتب معلومات القطاع العام.

### كمؤلفة
- علم الأخلاقيات 1900 (صحافة جامعة أكسفورد، 1960)[8]
- فلسفة سارتري (صحافة جامعة هاتشنسون، 1963)[8]
- أخلاقيات الوجودية (لندن: بالجريف ماكميلان، نيويورك: سبرنغر،1967)[8]
- الوجودية (غلاف كتاب أكسفورد، 1970)[8]
- الخيال (1976)[8]
- مدرسة الأفكار (فابر وفابر، 1977)[8]
- ذكرى (1987)[8]
- استخدامات الفلسفة (ناشرو بلاك ويل، 1994)[8]
- ماري وارنوك: مذكرات- أشخاص وأماكن (دكوورث، 2001)[8]
- صنع الأطفال: هل يوجد حق بالحصول على الأطفال؟ (2001)[8]
- دليل الشخص الفطن إلى الأخلاقيات (1998)[8]
- الطبيعة والفناء: ذكريات فيلسوف في الحياة العامة (2004)[8]
- دليل شخص فطن إلى الأخلاقيات (دكوورث، 2004)[8]
- الموت الساكن، مع إليزابيث مكدونالد (أو يو بي، 2008)[8]
- محتال مع الله: إبعاد الدين عن السياسة (الاستمرارية، 2010)[8]
- التحليل النقدي حول المُلكية (إدوارد إيلغر، 2015)[8]

### كمحررة
- سارتري: مجموعة من المقالات النقدية (1971)[9]
- النساء الفلاسفة، لندن، جاي. إم. دينت (1996)
- فن للجميع؟: سياساتهم وثقافتنا (2000⸵ مع مارك والينغر)